# Садир Жапаров
Садир Жапаров (кирг. Садыр Жапаров, нар. 6 грудня 1968, Кен-Суу, Киргизька РСР) — киргизстанський політичний діяч. Прем'єр-міністр Киргизстану 10 жовтня 2020 — 14 листопада 2020, виконувач обов'язків президента Киргизстану 15 жовтня 2020 — 14 листопада 2020, президент Республіки Киргизстан.

## Життєпис
Народився 6 грудня 1968 року в селі Кен-Суу Тюпського району Іссик-Кульської області, 1986 року закінчив середню школу і вступив до Університету фізичної культури м. Фрунзе.
У 1987—1989 служив у армії СРСР, працював командувачем радіотелеграфного відділу в Новосибірську, має звання «Відмінник радянської армії».
1989—1991 — продовжував освіту в Інституті фізичного виховання. 2006 року закінчив Киргизько-Російський слов'янський університет, юридичний факультет.
1986—1995 працював у колгоспі «Санташ», у 1996—2000 був заступником голови селянського господарства «Солтонкул».
1996 року працював у МВС КР, у 2000—2002 — гендиректор ТзОВ «Гузель-МХААД», 2002—2005 — гендиректор ТзОВ «Нурнефтегаз».
Державний радник 2 класу.

### Політика
- 2005—2007 — депутат парламенту Киргизстана
- 2007—2009 — радник президента
- 2008—2009 — комісар в Національному агентстві Киргизстану щодо попередження корупції
- 2009—2010 — директор агентства з попередження корупції при Державній кадровій службі КР
- 2010 — начальник штабу партії «Ата-Журт»

2011 року — лідер фракції «Ата-Журт» Камчибек Ташиєв хотів висунути Жапарова єдиним кандидатом від партії на виборах президента, але Садир відмовився.
- 2010—2012 — голова Комітету з судово-правових питань у парламенті
- 2010—2013 — депутат у парламенті
- 2012—2013 — заступник голови Комітету з судово-правових питань та законності у парламенті

Садира Жапарова визнали винним в організації мітингу в Караколі 2013 року з вимогою націоналізувати золоторудне родовище Кумтор і захопленні в заручники тодішнього губернатора Емільбека Каптагаєва.
2018 року Жапарова засудили на позбавлення волі терміном на 11 років посиленого режиму. 5 жовтня 2020 Жапарова звільнили з тюрми протестувальники.
6 жовтня 2020 року прем'єр міністр Киргизстану Кубатбек Боронов подав у відставку на тлі масових протестів у Бішкеку, уряд Киргизстану замість нього очолив Жапаров як виконувач обов'язків прем'єра.

### Президентські вибори 2021
У січні 2021 року Жапаров взяв участь у виборах президента Киргизстану, на котрих отримав перемогу, отримавши підтримку виборців.

## Сім'я
Старший син, Дастан Жапаров, загинув у серпні 2019 року в ДТП.